# Londo Mollari
Londo Mollari es un personaje ficticio de la saga de ciencia ficción Babylon 5, interpretado por Peter Jurasik. Londo es un político centauri que comienza como embajador en Babylon 5 y llega a ser emperador de la República Centauri.

## Personalidad
Londo es un personaje banal, mujeriego, vicioso, ludópata y fiestero que gusta del licor y las mujeres. Se le ve constantemente apostando y bebiendo en el Casino. Tiene tres esposas –a las que odia- aunque eventualmente se divorcia de dos, y una incontable cantidad de amantes. Es un personaje tragicómico y con grandes contradicciones que siente gran remordimiento por sus acciones crueles y conspirativas –entre ellas su participación en el genocidio narn. Noble en el fondo, pero atado por sus acciones, Londo es, para muchos, el más dramático de los personajes de Babylon 5.

## Biografía
Nacido en el seno de una familia aristocrática, una de las casas nobles más antiguas de la República Centauri que se remontan a la época del primer emperador nombrado tras la Guerra Xon, Londo siempre tuvo grandes responsabilidades desde niño. La primera labor importante de Londo fue como embajador de la República Centauri en la Tierra (como se ve en la película protosecuela “En el principio”, durante la cual, el gobierno de la Tierra intentó hacer que sus aliados centauri los apoyaran en la guerra contra los minbari. No obstante, los centauri sabían que, de ayudar a los humanos, los minbari tomarían represalias contra ellos.
Aus así no era muy poderoso y reconocido. Por ello, posteriormente, Londo fue nombrado embajador centauri en Babylon 5, una posición que en su hogar no era considerada de prestigio. Sin embargo él empezó a tener una relación con Morden, el embajador de las Sombras, sin saber entonces quien era, lo que incrementó su poder e influencia. Por ello estuvo desde entonces en el centro de las conspiraciones políticas para que su, en principio, aliado Lord Refa, derrocara al noble y bondadoso emperador Thurhan y obtuvieran el poder. Turhan muere de causas naturales pero su primer ministro y amigo, Malachi es asesinado a espaldas de Londo, lo que permite a su sobrino, Cartagia, obtener el trono. 
Aun así eso incrementó su poder en Centauri Prime, pero prefirió quedarse en la estación para no estar expuesto a demasiados riesgos después de lo ocurrido. Finalmente Londo y Refa se volverían enemigos por lo que hizo y su terrible enfrentamiento repercutiría en toda la serie. Mientras que Refa asesinó a la amante de Londo, éste logró engañar a Refa para que viajara a Narn a encontrarse con G'Kar, pero todo fue una trampa; los guardias que acompañaban a Refa eran leales a Londo y lo dejaron solo para ser linchado por narn furiosos por los crímenes cometidos por Refa contra ellos.
En el 2261 Londo sería llamado a la capital y nombrado ministro de Seguridad Interna, donde descubriría la locura de Cartagia y su alianza con las Sombras. Cartagia quería convertirse en un dios y para ello, estaba dispuesto a que las Sombras destruyeran la Galaxia (debe recordarse que la cultura centauri está basada en el Imperio romano en decadencia, y Cartagia representa al emperador demente al estilo de Calígula). Londo conspira para asesinar a Cartagia haciendo que G’Kar provocara un caos en su presencia que distrajera a los guardias, y tras alejar al emperador Cartagia de ellos Vir Cotto le inyectó un veneno.
Londo fue nombrado primer ministro por el parlamento centauri, el Centaurum. Como tal acaba con las Sombras en su planeta y posteriormente sería emperador. Más tarde Londo descubre que los Drakh, servidores de las Sombras, manejan poco tiempo después los hilos del gobierno centauri, pero no logra impedir que estos provoquen la guerra entre la República Centauri y la Alianza Interestelar en venganza por lo que Londo hizo y para tenerlos a su merced. Así, fuerzas de la Alianza bombardean Centauri Prime y los centauri serán la única raza miembro del Consejo Asesor de Babylon 5 que no ingresará a la Alianza Interestelar y que también se convirtió en un pueblo subyugado por los Drakh..
A Londo le fue colocado un simbiótico drakh conocido como Guardián que le controlará todos sus actos. Antes de esto se despide de G'Kar quien asegura que “lo perdona por todo”.
Londo murió en el 2278 cuando logra tener control de su Guardián mediante el consumo excesivo de alcohol. G’Kar llega al salón del trono y comienza a estrangular a su viejo amigo. El guardián reacciona y Londo se defiende matando a G’Kar también. Pero, gracias a esto, John Sheridan y Delenn escapan de la muerte y consiguen liberar a los Centauri de los Drakh.

## Cargos
- Embajador de la República Centauri en la Tierra
- Embajador de la República Centauri en Babylon 5
- Ministro de Seguridad Interna
- Primer ministro
- Emperador

## Curiosidad
El grupo musical madrileño Esteban Light grabó en su primer álbum una canción dedicada a este personaje titulada "Londo no ve a Kosh".